# Windows Server 2008
Windows Server 2008 (též Win2K8 nebo W2K8) je v informatice název již nepodporovanéhooperačního systému z řady Windows NT od firmy Microsoft, který byl vydán v roce 2008. Byl určen pro použití jako server v počítačové síti. Systém sdílí stejný kód důležitých částí se systémem Windows Vista (od SP1). Jeho nástupcem je Windows Server 2008 R2.

## Vývoj
Windows Server 2008 byl vydán 27. února 2008 jako nástupce Windows Server 2003. Název oznámil na konferenci WinHEC Bill Gates (původní kódové označení bylo Windows Server Longhorn).
Všeobecná uživatelská podpora byla ukončena 13. ledna 2015 a rozšířená podpora dne 14. ledna 2020. 
Existovala ještě pro firemní zákazníky možnost zakoupení Extended Security Update Year 4, což byl nejpozdější program, který byl určen pro zákazníky cloudových služeb Microsoft Azure. Tato podpora vypršela dne 9. ledna 2024.

## Vlastnosti
Windows Server 2008 vycházel ze stejného kódu jako Windows Vista (jádro Windows NT 6.0 kernel), se kterou sdílel mnoho ze své funkcionality a architektury. Automaticky tak těžil z výhod nových technologií spojených s vývojem Windows Vista, jako je přebudovaný síťový modul (IPv6, nativní podpora bezdrátových sítí nebo zvýšení rychlosti a bezpečnosti), lepší podpora instalačních obrazů, spouštění a zálohování, širší možnosti diagnostiky, monitoringu a záznamu událostí serveru, lepší bezpečností prvky (Bitlocker, ASLR, RODC, vylepšený Windows Firewall), .NET Framework 3.0, vylepšení jádra a správy paměti a procesů.

### Server Core
Snad nejvýraznější novinkou Windows Server 2008 byla nová verze instalace označená jako Server Core. Byla to zjednodušená instalace, ve které chybí Windows Explorer a veškerá nastavení se prováděli pomocí příkazového řádku nebo vzdáleně pomocí Microsoft Management Console (MMC). Server Core dále postrádá .NET Framework a další prvky. Server Core stroj mohl být konfigurován pro několik základních rolí: Doménový řadič/Active Directory doména, ADLDS (ADAM), DNS server, DHCP server, souborový server, tiskový server, Windows Media Server, Terminal Services Easy Print, TS Remote Programs a TS Gateway, IIS 7 web server a Windows Server Virtualization virtual server.

### Role Active Directory
Active Directory byla rozšířena o identity, správu práv a certifikace. Do verze 2003 mohli síťoví administrátoři spravovat připojené počítače, nastavovat pravidla pro skupiny a uživatele a centrálně distribuovat nové aplikace na více počítačů najednou. Tato role Active Directory byla přejmenována na Active Directory Domain Services (ADDS). Spolu s ní bylo přidáno množství dalších služeb, např. Active Directory Federation Services (ADFS), Active Directory Lightweight Directory Services (ADLDS), dříve známé jako Active Directory Application Mode (ADAM), dále Active Directory Certificate Services (ADCS) a Active Directory Rights Management Services (ADRMS). Služby identit a certifikátů umožňovali administrátorům spravovat uživatelské účty a digitální certifikáte jim umožňovali přístup ke konkrétním službám a systémům. Federation management services zase otevírali cestu ke správě sdílených prostředků mezi ověřenými partnery a zákazníky s možností, aby např. konzultant IT mohl použít firemní přihlašovací údaje k připojení do sítě klienta. Identity Integration Feature Pack byl zase implementován jako Active Directory Metadirectory Services. Každá ze zmíněných služeb reprezentovala roli serveru.

### Terminálové služby
Windows Server 2008 přinášel výrazný upgrade terminálových služeb. Terminálové služby podporovali Remote Desktop Protocol 6.0. Nejvýznamnější změnou byla možnost sdílet samostatnou aplikaci přes připojení vzdálené plochy namísto sdílení celé plochy. Tato vlastnost se nazývala Terminal Services Remote Programs. Dalšími rozšiřujícími prvky jsou Terminal Services Gateway a Terminal Services Web Access (plnohodnotné webové rozhraní). První z nich umožňovala autorizovaným počítačům bezpečné připojení k terminálovému serveru nebo vzdálené ploše přes Internet, použitím RDP (Remote Desktop Protocol) přes HTTPS bez nutnosti předchozího vytvoření VPN seance. Nebylo ani nutné otvírání dalších portů na firewallu, RDP vytvářel tunel pomocí zmíněného HTTPS.

Terminal Services Web Access umožňoval administrátorům přistupovat k seancím terminálových služeb prostřednictvím webového rozhraní.

Seance terminálových služeb byly tvořeny paralelně, nikoliv sériově. Bylo možné iniciovat až 4 paralelní seance nebo i více, pokud server disponoval více než čtyřmi procesory.

### Windows PowerShell
Windows Server 2008 byl první operační systém vydaný s Windows PowerShell, nové technologii Microsoftu v oblasti příkazové řádky a skriptovacích technologií. PowerShell byl založen na objektově orientovaném programování a verzi .NET Framework 2.0. Obsahoval více než 120 utilit pro systémovou administraci, jednotnou syntaxi a pojmenovávání a vestavěnou schopnost pracovat se správou dat typu registru Windows, úložiště certifikátů nebo např. WMI (Windows Management Instrumentation). Skriptovací jazyk PowerShell byl navržen speciálně pro administraci IT a může nahradit jak cmd.exe, tak Windows Scripting Host.

### Read Only Domain Controller
Read Only Domain Controller (RODC, Řadič domény jen pro čtení) byl nový režim řadiče Active Directory (AD) ve Windows Server 2008, který byl určen k lepšímu zabezpečení Active Directory tam, kde nebyla zaručena fyzická bezpečnost serveru (například v detašovaných pracovištích). Neumožňoval v AD provádět žádné změny, pouze replikoval nadřazený AD server. Na RODC nebyla uložena žádná pověření, kromě jeho vlastního účtu počítače a vybraných uživatelů. RODC lze nainstalovat zároveň i jako DNS server jen pro čtení + (další možnost) jako server Globálního katalogu. Mohl sloužit jako autentizační server místních uživatelů, čímž byla omezena komunikace po pomalé internetové lince k nadřazenému AD serveru.